# Josef Tykal
Josef Tykal (18. února 1877 Soběkury – 26. dubna 1952 Mělník) byl československý politik, meziválečný poslanec Národního shromáždění za Československou stranu národně socialistickou a dlouholetý starosta Mělníka.

## Biografie
Profesí byl dle údajů k roku 1935 kovářem. Od roku 1905 byl sokolem v mělnické jednotě. Bydlel v Mělníku, v městské části Podolí. Za první republiky a protektorátu (konkrétně mezi lety 1919–1944) byl v Mělníku opakovaně starostou. Za jeho působení v čele radnice došlo ke sloučení okolních obcí a vzniku tzv. Velkého Mělníka.
V parlamentních volbách v roce 1929 získal poslanecké křeslo v Národním shromáždění. Mandát v parlamentních volbách v roce 1935 obhájil. Poslanecký post si oficiálně podržel do zrušení parlamentu roku 1939, přičemž v prosinci 1938 ještě přestoupil do poslaneckého klubu nově ustavené Strany národní jednoty.
Za okupace ho roku 1944 zatklo gestapo. Byl vězněn do konce války. Získal čestné občanství Mělníka. V roce 2006 mu byl in memoriam udělen Stříbrný řád města Mělníka.